# Partido Comunista do Nepal (marxista unido)
O Partido Comunista do Nepal (Marxista Unido) (Communist Party of Nepal (United Marxist), नेपाल कम्युनिस्ट पार्टी (संयुक्त मार्क्सवादी)) é um partido político comunista em Nepal. O partido foi fundado em 2005 através da fusão de Partido Comunista do Nepal (Unido) e Partido Comunista do Nepal (Marxista).
O secretário-geral do partido é Bishnu Bahadur Manandhar, e o presidente é Prabhu Narayan Chaudhari. A organização juvenil do partido é Nepal Progressive Student Federation.